# TGM (鉄道)
TGM（Tunis-Goulette-Marsa）は、チュニジアの首都チュニスとその郊外を結ぶ鉄道路線である。チュニス市内から、カルタゴ遺跡やシディ・ブ・サイドなどの観光地への安価で便利な交通機関としても親しまれている。

## 路線データ
- 路線距離：19km
- 駅数：18駅（起終点駅含む）
- 軌間：1,435mm（標準軌）

## 車両

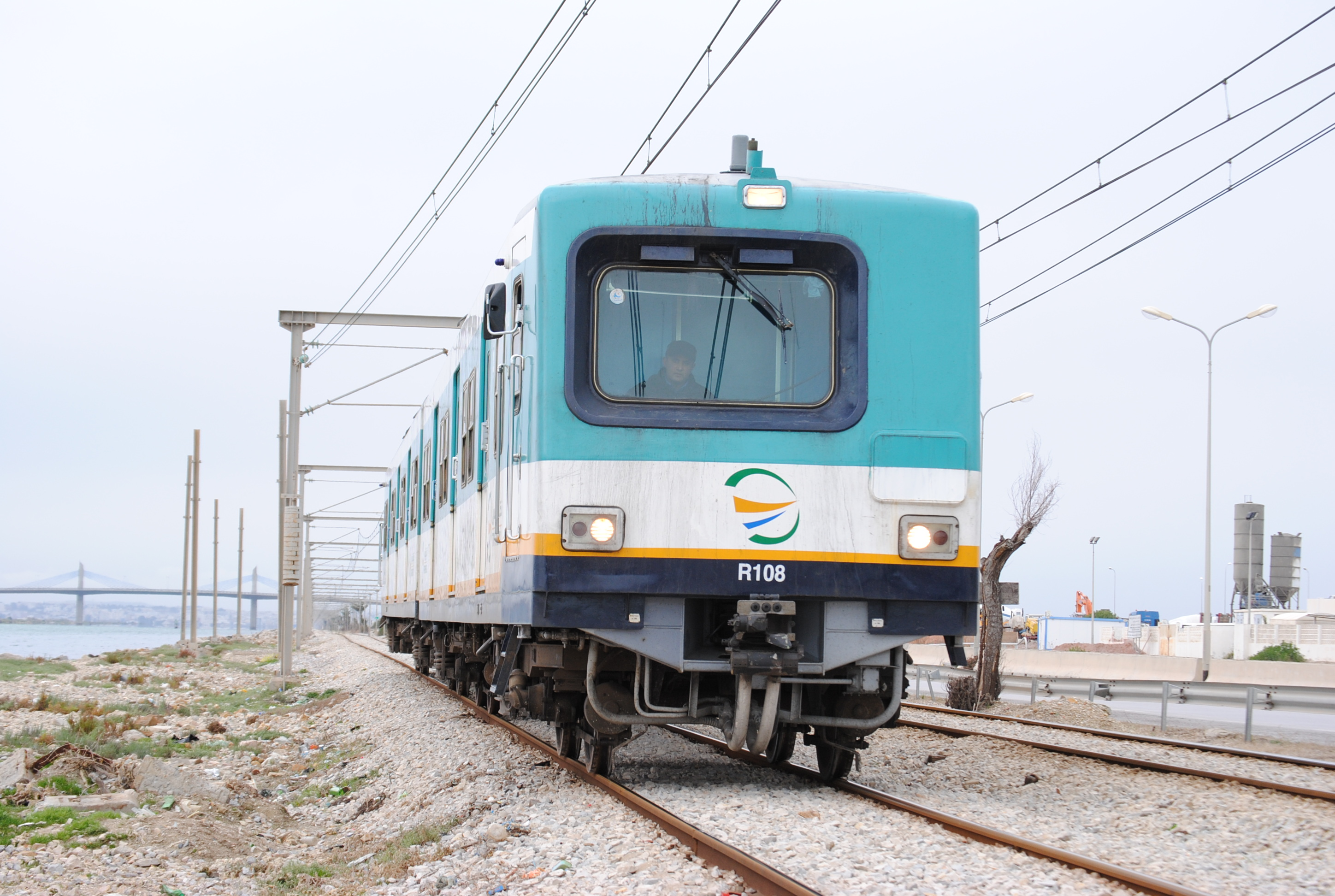
TGMの電車

使用されている車両はスペインCAFもしくはイギリスGEC社製の電装品を搭載した電機子チョッパ制御を採用した電車が使用されている。駆動方式は中空軸可撓吊り掛け駆動方式を採用している。